# Fumane
Fumane é uma comuna italiana da região do Vêneto, província de Verona, com cerca de 3.816 habitantes. Estende-se por uma área de 34,29 km², tendo uma densidade populacional de 112 hab/km². Faz fronteira com Dolcè, Marano di Valpolicella, San Pietro in Cariano, Sant'Ambrogio di Valpolicella, Sant'Anna d'Alfaedo.

## Demografia
| Variação demográfica do município entre 1861 e 2011                               |
|                                                                                   |
| Fonte: Istituto Nazionale di Statistica (ISTAT) - Elaboração gráfica da Wikipedia |